# Caló (Sprache)
Als Caló wird die Sprache der Gitanos auf der Iberischen Halbinsel bezeichnet. Sie wird vor allem von den Gitanos im Süden Spaniens gesprochen, die sich selbst auch als Calé bezeichnen. Das in der Sprachwissenschaft auch Ibero-Romani genannte Caló wird den Para-Romani-Sprachen zugerechnet, die nicht nur in Lautung und Wortschatz, sondern auch in Syntax und Morphologie so stark durch ihre Kontaktsprachen geprägt sind, dass sie als Varietät der jeweiligen Landessprache gelten.

## Linguistische Klassifizierung

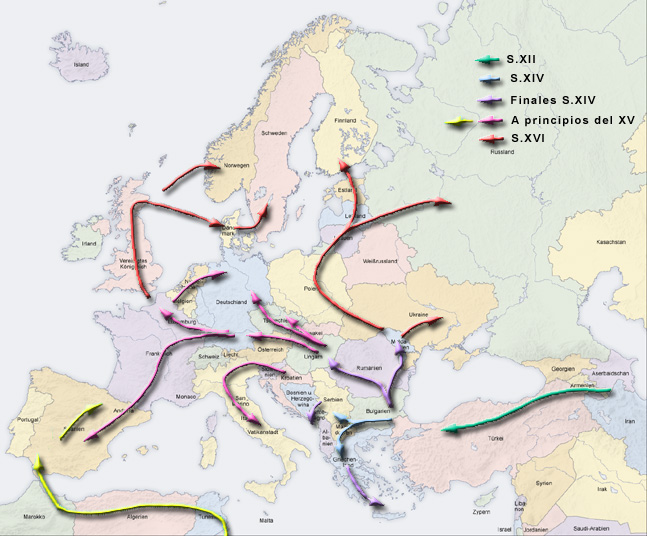
Die historischen Migrationsströme der Roma nach Europa

Linguisten haben im Caló etwa 300 bis 400 Wörter gefunden, die aus dem Romanes stammen, wobei sich im Wortschatz der einzelnen befragten Gewährspersonen jeweils nur maximal 100 dieser Romanes-Wörter befanden. Der Romanes-Anteil der Sprache stammt aus der Sprache der Kalderasch, die traditionell als Kupferschmiede und Kesselflicker lebten. Der romanische Haupteinfluss auf das Caló stammt aus der spanischen Sprache, besonders aus deren südspanischer Variante, dem andalusischen Dialekt. Das Caló weist somit Merkmale einer Mischsprache auf, die sich aber bereits so weit vom ursprünglichen Romanes entfernt hat, dass sich ein Caló-Sprecher nicht mit Roma aus Osteuropa unterhalten kann. 
In den verschiedenen Regionen der Iberischen Halbinseln gibt es unterschiedliche Varietäten des Caló, die von den jeweiligen Landes- und Regionalsprachen geprägt sind. Es gibt ein katalanisches Caló, ein portugiesisches Calão (Lusitano-Romani), sowie in der Neuen Welt ein brasilianisches Calão brasileiro. Im Baskenland gibt es das Erromintxela, das auf Spanisch auch als caló vasco bezeichnet wird und durch seine Prägung durch die baskische Sprache nur einen geringen Anteil an romanischen Einflüssen aufweist.

## Sprecherzahlen
Das Caló ist eine bedrohte Sprache, deren Sprecherzahl von Generation zu Generation zurückgeht, da viele junge Gitanos zur Sprache der Mehrheitsbevölkerung wechseln und nur noch einzelne Wörter aus dem Caló kennen. Derzeit wird die Zahl der Caló-Sprecher auf etwa 70.000 geschätzt, wobei 40.000 in Spanien leben und sich auf die Untergruppen kastilisches und katalanisches Caló verteilen. In Frankreich leben etwa 15.000 Sprecher, die kastilisches oder katalanisches Caló sprechen, inklusive der dortigen Erromintxela-Sprecher. In Portugal wird das portugiesische Calão von etwa 5.000 Personen gesprochen und in Brasilien von etwa 10.000.

## Sprachbeispiele
- YouTube: Flamenco en Badajoz, Ausschnitt aus dem Film Latcho Drom von Tony Gatlif, mit in Caló gesungenem Flamenco der Amaya-Familie aus Badajoz
- YouTube: El pájaro negro, Ausschnitt Nr. 2 aus Latcho Drom, mit in Caló gesungenem Flamenco der Sängerin La Caíta